# マダムとミスター
『マダムとミスター』は遠藤淑子による日本の漫画作品。『花とゆめ』（白泉社）で1993年から1998年まで不定期で連載。特別編として「ニューイヤー」がある。花とゆめコミックス（全5巻）、白泉社文庫（全2巻）が刊行された。

## あらすじ
イギリスの郊外の屋敷に住む未亡人のマダム・グレース・ジョンストン。その執事で義理の息子のピーター・グラハム・ジョンストン。騒動を起こしたり巻き込まれたりするグレースに、グラハムは手を焼きつつも救われていた。

## 主な登場人物
グレース・ジョンストン
本作品の主人公。旧姓・バリー。もとはジョンストン邸の通いのメイドとして雇われていたが、「死ぬときに看取ってくれる妻が欲しい」というジョンストン氏の願いに応じて「財産目当てで」結婚。物語の開始時点で既にジョンストン氏は他界しており、未亡人となっている。財産目当てを公言してはいるものの、ジョンストン氏への愛情はあった模様。もうけ話に目がない（そのせいでよく騒動を起こす）が、お人好しでおっちょこちょいのため実際にもうかったためしはない。セントメアリーという名門女子校を卒業間際に、学費の問題で中退している。
ピーター・グラハム・ジョンストン
本作品のもう一人の主人公。もともとジョンストン邸の執事をしていたところをグレース同様ジョンストン氏に請われて養子となった（「グラハム」は旧姓）。穏やかで真面目な性格。非常に有能な執事。掃除好き。犬アレルギー。
ジム・ジョンストン
グレースの夫。第1話の時点で既に他界しているため、時系列的にそれ以前となるエピソードや回想シーンのみの登場。グレースからは「じいさま」、グラハムからは「旦那様」と呼ばれている。そのためファーストネームは長らく作中に登場せず、かつての婚約者に送った指輪をグレースが発見するエピソードで初めて明らかになった。
天才的な直感で一代で財をなした人物。長らく独身であったが、「見送ってくれる家族が欲しい」という理由からグラハムを養子とし（この養子縁組には税金対策や財産管理などの理由もあったようである）、さらに「財産目当てでいいから」と言ってメイドだったグレースと結婚。グレースとグラハムが仲良くやっていけることを見届け、安心してこの世を去った。
ロイド夫人（ロイドふじん）
ジョンストン氏の母方のいとこ。ジョンストン氏の遺産を狙い、グレースやグラハムに遺産相続を破棄させようと画策するが失敗。
ジェレミー・ローレンス
ジョンストン氏の隠し子（娘）の息子としてロイド夫人が連れてきた大学生。頑強な体つきと強面のため、グレースからは悪役プロレスラー扱いされる。
実際はジョンストン氏の孫であるジェレミーは既に他界しており、このジェレミーはジョンストン氏の娘の結婚相手の連れ子であり、血縁はなかった。本人もそのことは知っていたが、グラハムとグレースがジョンストン氏を騙した詐欺師であると聞かされていたため、ジョンストン氏を不憫に思いロイド夫人の計画に協力していた。
この隠し子騒ぎの後もジョンストン家との付き合いは続いている模様。
セシル
グラハムの母が再婚相手との間にもうけた娘。すなわちグラハムにとっては異父妹にあたる。
母の命が長くないことを知らされたグラハムが母の見舞いに訪れた（実際は臨終に立ち会う結果となった）際に初めて出会う。その後は結婚式にグラハムを招待したり、夫婦喧嘩の際にグラハムを頼ったりと兄妹としての付き合いを続けている。
アン・ビューモント
かつてジョンストン氏と婚約していた女性。しかし「成金は嫌だ」という理由で婚約を破棄、ビューモント伯爵と結婚。「自分のものだったものは捨てても他人にとられたくない」タイプで、グレースの品定めをしようと絵画の鑑賞会に招待。グレースに恥をかかせようとするが、独学の美術評で逆にやりこめられてしまう。
エレン・バリー
グレースの母。「ニューイヤー」に登場。アメリカ出身。女優だが、脇役しかもらえず、あまり売れているとは言えなかった。
グレースの父とは不倫関係にあり、未婚で出産、そのままシングルマザーとしてグレースを育てる。女優の仕事と恋愛に忙しく、子供への愛情は気まぐれであったとグレースは感じていた。グレースが10歳の時、その優秀さを見込んで寄宿制の女子校・セントメアリーに入学させたが、その際の友人との会話で「厄介払い」と言ったのを聞かれたためグレースとは疎遠になってしまう。
グレースが12年生の時に病気で入院。7年ぶりの再会を果たすが、和解はならず、そのままグレースが高校卒業を半年後に控えた時期に他界。存命中に和解できなかったことが、グレースに大きな影響を与えることになった。
フレディ・ライト
グレースのセントメアリー時代の同級生。本名はフレデリカ。高校卒業後はグレースとルームシェアをしていた時期がある。そのころ「本当の自分に目覚めた」といって、グレースへの恋愛感情も自覚する。しかしグレースはフレディのことを友人としてしか見られないため、グレースからルームシェアを解消した。
その後犬の訓練士として有名になり、グレースがペットショップの閉店セールで騙されて買ってきた犬の躾をするためにグラハムが雇ったことでグレースと再会。グラハムがグレースを支えている様子を見て、安心して去っていった。
ビアトリス・ストウクラット
現ジョンストン邸の以前の持ち主であるストウクラット氏の長女（現ジョンストン邸はストウクラット家の別荘だった）。グラハムの父がストウクラット家の執事をしていたため、グラハムが遊び相手を務めていた。
当時すでに没落しかけていた家を守るためには強くなければならないと考えており、弟妹には厳しく接していたが、それもまた彼女なりに親に認められたいが故の行動であった。その後ストウクラット家は破産に追い込まれ、屋敷は使用人ごとジョンストン氏が引き取る形になり、ビアトリスたちがどうなったかは描かれていない。